# Foisches
Foisches är en kommun i departementet Ardennes i regionen Grand Est (tidigare regionen Champagne-Ardenne) i nordöstra Frankrike. Kommunen ligger  i kantonen Givet som ligger i arrondissementet Charleville-Mézières. År 2022 hade Foisches 254 invånare.

## Befolkningsutveckling
Antalet invånare i kommunen Foisches
Referens: INSEE